# Château de Bernicourt
Le château de Bernicourt a été construit à Roost-Warendin dans le département du Nord au début du XVIIIe siècle

## Histoire
Le premier château de Bernicourt fut antérieurement, dès les alentours de 1374, un manoir avec basse cour.
Il a été construit en 1743 sous la forme actuelle sur un domaine de 25 hectares.  Jusqu’au début du XXe siècle, ce fut une demeure seigneuriale. Il fut la propriété des Houillères de 1930 à 1985, les cadres et employés y furent logés.
Depuis 1985, il appartient à la ville de Roost-Warendin. Restauré par la volonté de la ville, il retrouve, année après année, ses fastes d’antan. Ouvert en 1989 au public, ce château, vidé de son mobilier d’époque, accueille aujourd’hui des expositions temporaires au rez-de-chaussée et un écomusée au 1er étage et à la cave.
Il a été partiellement inscrit monument historique le 30 juin 1987 : le château et les pavillons, le portail et sa grille, le bâtiment de la ferme, la grille et ses quatre portails.

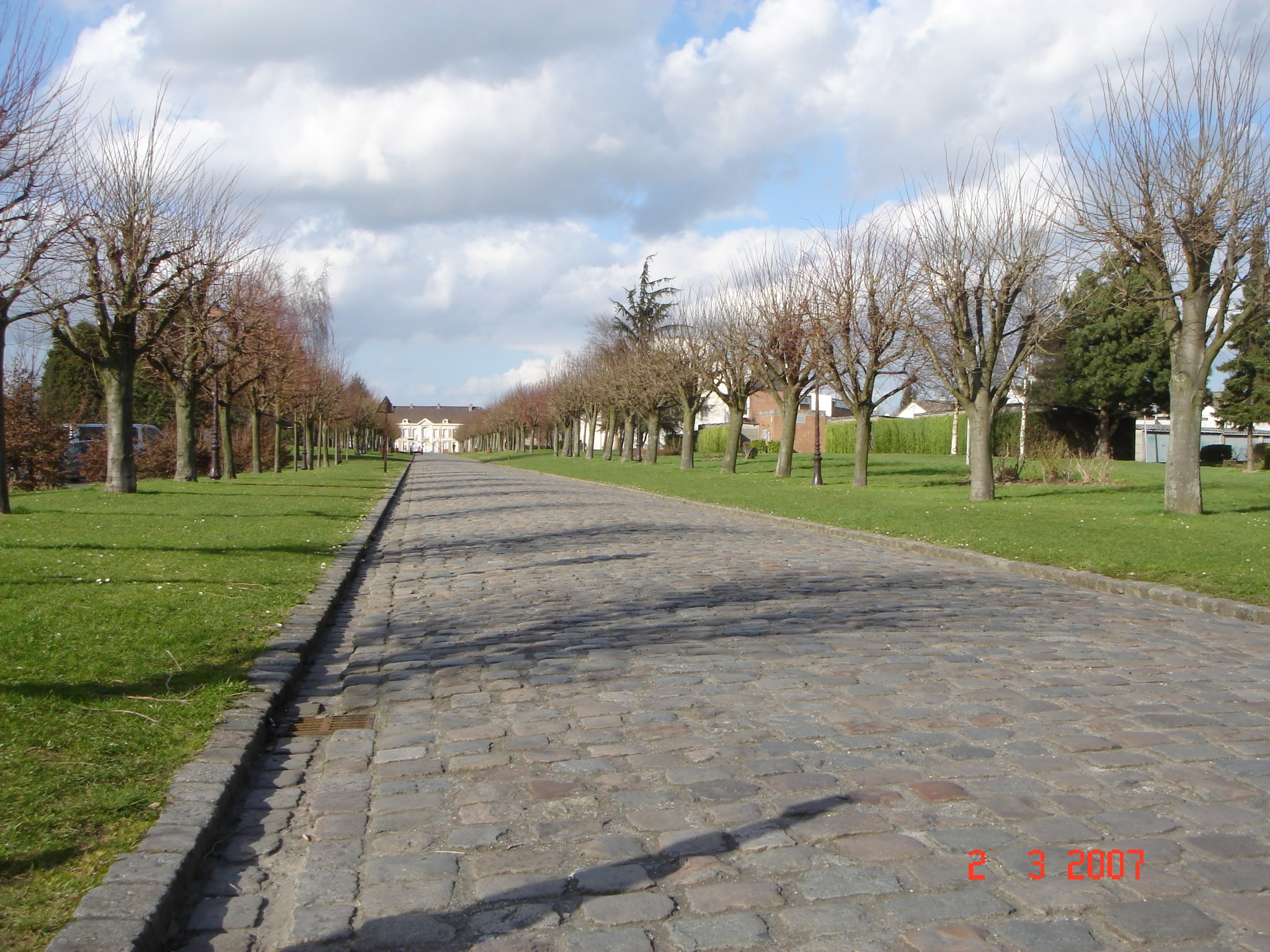
Allée du Château de Bernicourt
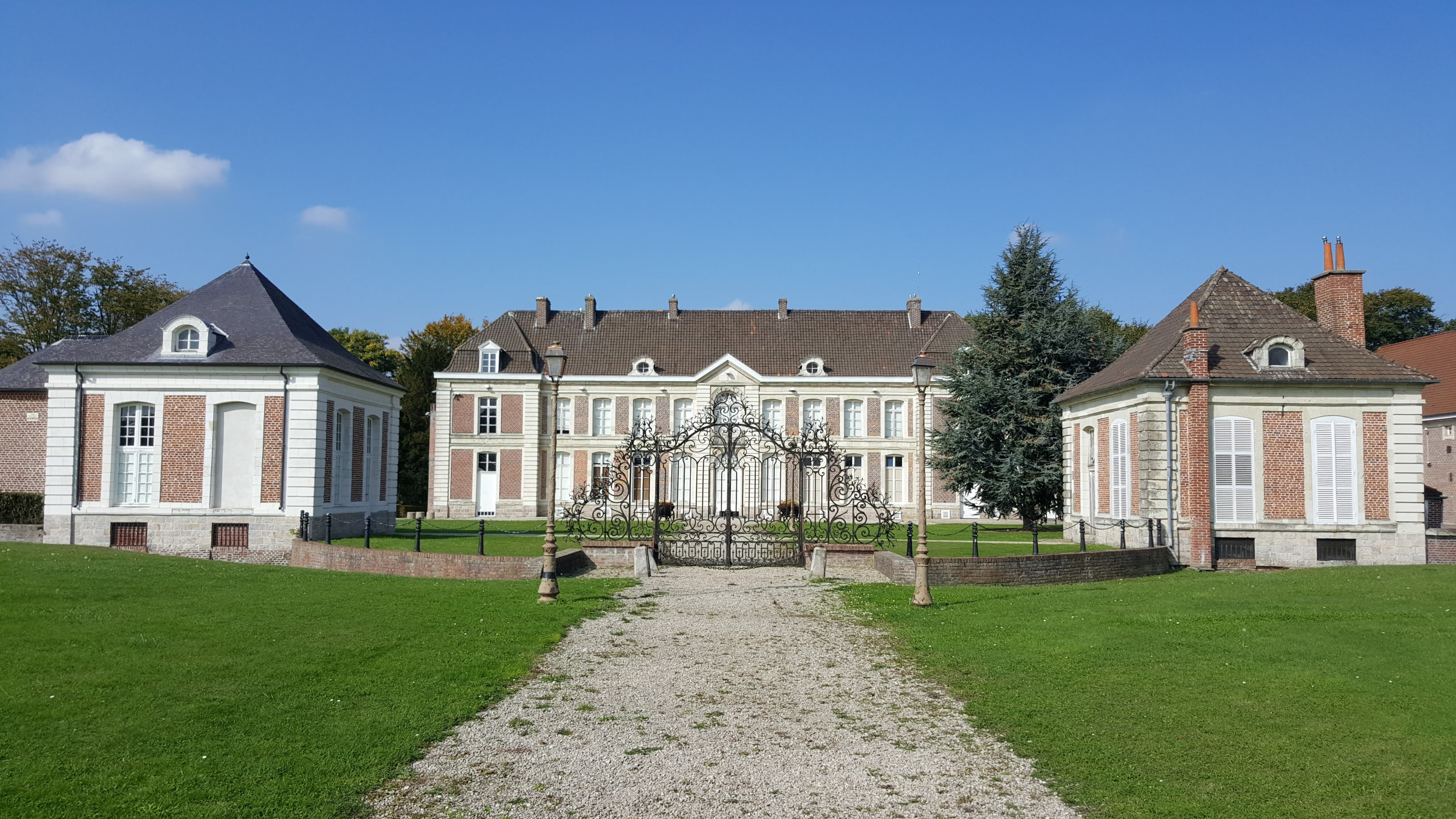
vue sud-est
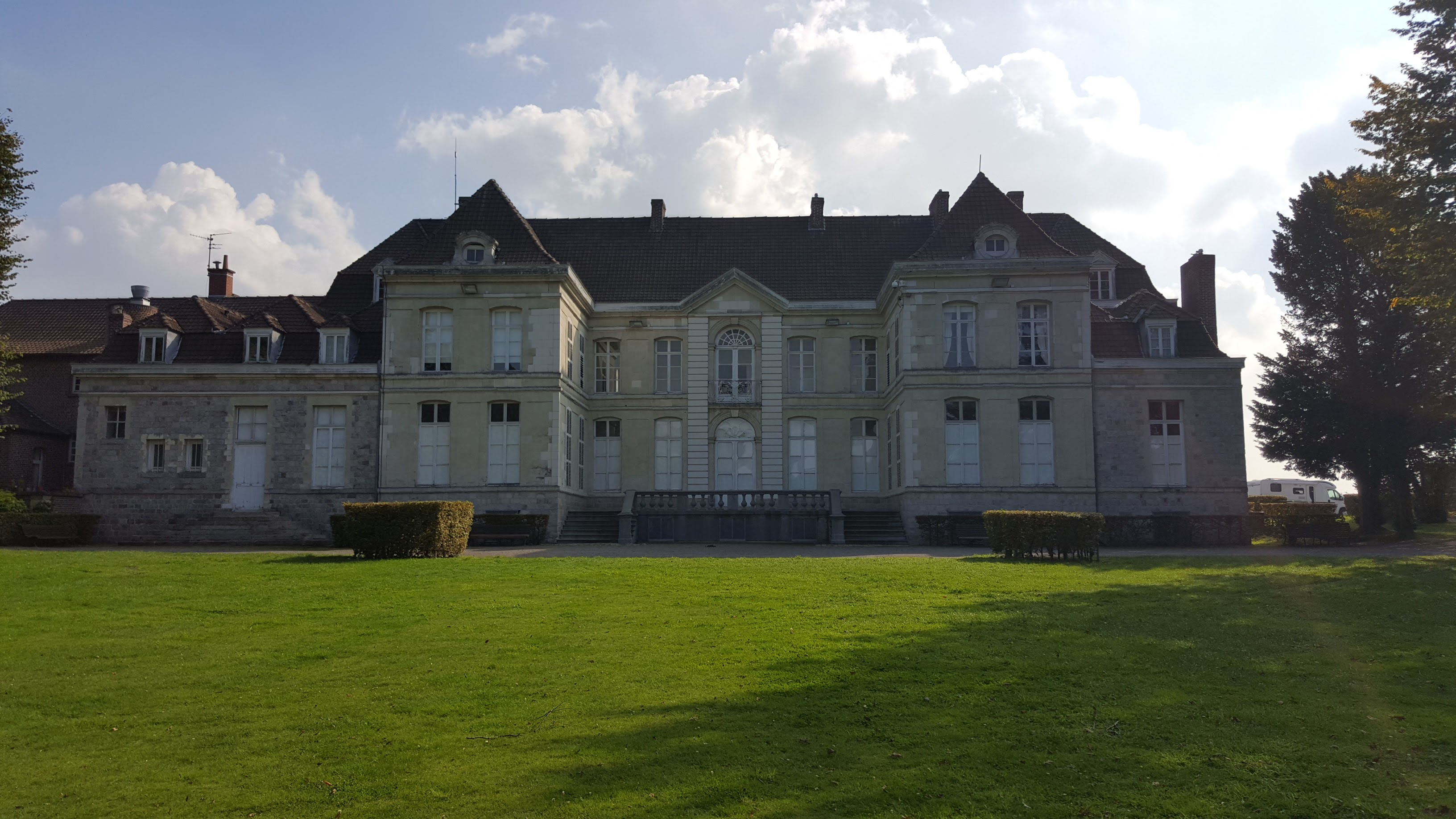
vue nord-ouest depuis le parc

## Parc
Le parc du château de Bernicourt avec sa pièce d'eau son rendez-vous de chasse et son moulin a été inscrit au pré-inventaire des jardins remarquables.